# Molehill

Molehill er et dansk rockband, dannet af sangskriver Mikkel E (dengang på trommer) og guitarist Joakim Thaning i 2002. Fik senere, i efteråret 2003, Tine Camilla Lind på bas og indspillede EP'en "molehill" i Atlas Music studierne i København, hvor Mikkel trådte til som forsanger og rytmeguitarist. Spillede en række koncerter rundt i landet med forskellige trommeslagere og fik i august 2005 Tobias Kiel Lauesen med som altmuligmand med fokus på keyboards. Indspillede singlen "Streetlights" i eget studie, og fik i maj 2006 Denniz Göl Bertelsen med som fast trommeslager. Indspillede singlen "Hafnia" i eget studie og producerede en tilhørende musikvideo. Indspillede singlen "Goodbye" som kort efter Hafnias udgivelse også var at finde i diskografien. Indspillede sideløbende b-siden "No One Sees Us Now" som udkom efter en række efterårskoncerter i vinteren 2006 hvor keyboardspiller Tobias tog sin afsked i bandet.

Rytmisk Musik Danmark skrev i 2005 dette om Molehill:
"Molehill er et godt bud på et af de mange bands fra det københavnske vækstlag, der lige nu er mindre kendte, men som spiller iørefaldende musik af høj kvalitet, og som måske om få år er et af de mange bands, som kan træde frem, og som er en bekræftelse på det faktum, at der er fremdrift i dansk musik for øjeblikket."

## Diskografi

### EPs
- Molehill – (2004)

### Singles
- Streetlights – (2006)
- Hafnia – (2006)
- Goodbye – (2006)

### Andet
- No One Sees Us Now (b-side) – (2006)

## Video
- Hafnia – (2006) (Se videoen)

## Eksterne links
- Officiel hjemmeside Arkiveret 7. maj 2007 hos  Wayback Machine
- MySpace.com